# Kim Daugaard
Kim Daugaard, né le 29 mars 1974 à Herfølge au Danemark, est un footballeur international danois évoluant au poste de milieu défensif, reconverti entraîneur.
Joueur emblématique du Brøndby IF de 1993 à 2008, Kim Daugaard remporte cinq championnats du Danemark. Il fait toute sa carrière dans ce même club, avec un total de 466 matchs joués, faisant de lui le quatrième joueur le plus capé dans l'histoire du Brøndby IF.

## Biographie

### Carrière de joueur

#### En club
Né à Herfølge au Danemark, Kim Daugaard commence sa carrière au Brøndby IF. Il joue son premier match en championnat le 24 avril 1994, face au FC Copenhague. La rencontre se solde par une défaite de son équipe par deux buts à un. Il remporte son premier trophée en étant sacré champion du Danemark lors de la saison 1995-1996.
En 1997, il atteint avec Brøndby les quarts de finale de la Coupe de l'UEFA, en étant éliminé par le club espagnol du CD Tenerife.
Kim Daugaard participe au premier match de phase de groupe de Ligue des champions de l'histoire du club, contre le Bayern Munich, futur finaliste de cette édition 1998-1999, le 16 septembre 1998. Il est titularisé et son équipe s'impose grâce à un but d'Allan Ravn en fin de match (2-1 score final). Daugaard marque également un but dans cette phase de groupe, le 21 octobre contre Manchester United. Son équipe s'incline toutefois lourdement ce jour-là (2-6 score final).
En juillet 2008, Daugaard prolonge son contrat jusqu'à la fin de l'année 2008.
Le bilan de la carrière de Kim Daugaard s'élève à 335 matchs en Superligaen, pour 34 buts inscrits, 24 en Ligue des champions (cinq buts), 46 en Coupe de l'UEFA (quatre buts), et enfin une rencontre en Coupe des coupes.

#### En sélection
Kim Daugaard honore sa première sélection avec l'équipe nationale du Danemark le 17 janvier 1997, lors d'un match amical face au Mexique. Il est titularisé et son équipe s'incline par trois buts à un ce jour-là.

### Carrière d'entraîneur
Kim Daugaard entame sa carrière d'entraîneur en tant qu'adjoint de Kent Nielsen au Brøndby IF en 2009.

## Palmarès
Brøndby IF
- Championnat du Danemark (5) :
  - Champion : 1995-1996, 1996-1997, 1997-1998, 2001-2002 et 2004-2005.